# Neverí
Neverí (es. Río Neverí) je rijeka na istoku Venezuele. Duga je 80 km, koja protiče kroz savezne države Sucre i Anzoátegui i ulijeva se u Karipsko more.

## Riječni tijek
Rijeka izvire je na sjevernim obroncima planine Cerro Tristeza, u saveznoj državi Sucre, na nadmorskoj visini od 2,200 metara. Od izvora rijeka generalno teče prema zapadu, kroz duboki strmi kanjon probijajući se kroz planinski teren. Kad primi pritok Araguite, ulazi u obalnu ravnicu gdje uz velike meandre skreće prema sjeveru prema ušću u Karipskom moru. Nakon što uđe u grad Barcelonu formira deltu.
U svom gornjem toku kroz Državu Sucre, Neverí je tipična planinska rijeka, dok je u donjem nakon Araguite (Anzoátegui), prava nizinska koja formira aluvijalnu ravnicu.
Područje njenog slijeva obuhvaća površinu od 2.990 km².
Jedine stalne pritoke su rijeke Naricual i Araguite. Rijeka Neverí i njene pritoke poznate su po endemskoj vrsti pirana (Serrasalmus neveriensis), vrsti koja je bezopasna za ljude.